# Dorcadion corcyricum
Dorcadion corcyricum är en skalbaggsart som beskrevs av Ludwig Ganglbauer 1884. Dorcadion corcyricum ingår i släktet Dorcadion och familjen långhorningar. Inga underarter finns listade i Catalogue of Life.